# Liste der Einträge im National Register of Historic Places in Poughkeepsie
Die Liste der Registered Historic Places in Poughkeepsie nennt 91 Einträge in das National Register of Historic Places innerhalb von City of Poughkeepsie und der sie umgebenden Town of Poughkeepsie (einschließlich des Weilers New Hamburg, New York) im Dutchess County, New York in den Vereinigten Staaten.
|    | Name                                                         | Bild                                | Datum der Eintragung | Lage | City/Town                      | Beschreibung |
| -- | ------------------------------------------------------------ | ----------------------------------- | -------------------- | --- | ------------------------------ | --- |
| 1  | Academy Street Historic District                             | Victorian houses on Academy Street  | 26. Nov. 1982        | Academy St. zwischen Livingston und Montgomery St. 41° 41′ 44″ N, 73° 55′ 44″ W                                                                                             | City of Poughkeepsie           | erstes geplantes Stadtviertel der Stadt mit vielen viktorianischen Häusern |
| 2  | Adriance Memorial Library                                    |                                     | 26. Nov. 1982        | 93 Market St. 41° 42′ 1″ N, 73° 55′ 52″ W | City of Poughkeepsie           | erstes Büchereigebäude der City aus dem Jahr 1897 |
| 3  | Amrita Club                                                  |                                     | 26. Nov. 1982        | 170 Church St. 41° 42′ 6″ N, 73° 55′ 48″ W | City of Poughkeepsie           | Sitz eines der angesehensten Clubs der Stadt; 1922 erbaut; ist eines von nur zwei aus Backsteinen errichteten Zweckbauten im Stil des Colonial Revival                                                                     |
| 4  | Balding Avenue Historic District                             |                                     | 26. Nov. 1982        | Balding Ave. zwischen Mansion und Marshall St. 41° 42′ 29″ N, 73° 55′ 37″ W                                                                                                 | Poughkeepsie                   | Stadtviertel aus dem späten 19. Jahrhundert direkt nördlich des Zentrums |
| 5  | Barrett House                                                |                                     | 26. Nov. 1982        | 55 Noxon St. 41° 42′ 2″ N, 73° 55′ 41″ W | City of Poughkeepsie           | |
| 6  | O. H. Booth Hose Company                                     |                                     | 26. Nov. 1982        | 532 Main St. 41° 42′ 4″ N, 73° 55′ 4″ W | Poughkeepsie                   | Feuerwache aus dem Jahr 1908 mit ungewöhnlichen Bogenfenster im zweiten Stock |
| 7  | Boughton/Haight House                                        |                                     | 26. Nov. 1982        | 73-75 S. Hamilton St. 41° 41′ 53″ N, 73° 55′ 34″ W | Poughkeepsie                   | |
| 8  | Abraham Brower House                                         |                                     | 27. Feb. 1987        | 2 Water St. 41° 35′ 21″ N, 73° 57′ 0″ W | New Hamburg                    | intaktes neoklassizistisches Wohnhaus aus der Mitte des 19. Jahrhunderts |
| 9  | Adolph Brower House                                          |                                     | 27. Feb. 1987        | 1 Water St. 41° 35′ 22″ N, 73° 57′ 1″ W | New Hamburg                    | intaktes neoklassizistisches Wohnhaus aus der Mitte des 19. Jahrhunderts; gehörte dem Besitzer eines Steinbruchs von Kalkstein                                                                                             |
| 10 | Building at 73 Mansion St.                                   |                                     | 4. Juni 1997         | 73 Mansion St. 41° 42′ 25″ N, 73° 55′ 39″ W | City of Poughkeepsie           | 1890 erbautes Queen-Anne-Haus eines Immobilienanwalts |
| 11 | Cedarcliff Gatehouse                                         |                                     | 26. Nov. 1982        | 66 Ferris Lane 41° 41′ 3″ N, 73° 55′ 13″ W | Poughkeepsie                   | |
| 12 | Church Building                                              |                                     | 26. Nov. 1982        | 260-264 Main St.; 1-11 Market St. 41° 42′ 14″ N, 73° 55′ 44″ W | City of Poughkeepsie           | Art-Déco-Gebäude |
| 13 | Church of the Holy Comforter                                 |                                     | 13. Apr. 1972        | 13 Davies St. 41° 42′ 22″ N, 73° 56′ 13″ W | City of Poughkeepsie           | Kirche von Richard Upjohn; bildet eine Landmarke für den Verkehr auf dem U.S. Highway 9 |
| 14 | Church Street Row                                            |                                     | 26. Nov. 1982        | Church St. zwischen Academy und Hamilton St. 41° 42′ 2″ N, 73° 55′ 34″ W | City of Poughkeepsie           | größte Gruppe von Backsteinhäusern der City aus dem 19. Jahrhundert |
| 15 | Clark House                                                  |                                     | 26. Nov. 1982        | 85 Cedar Ave. 41° 40′ 26″ N, 73° 54′ 19″ W | Poughkeepsie                   | |
| 16 | CLEARWATER (Sloop)                                           | Sloop Clearwater in New York City   | 4. Mai 2004          | Main St., am Hudson River 41° 42′ 26″ N, 73° 56′ 28″ W | City of Poughkeepsie           | Sloop im holländischen Stil |
| 17 | Clinton House                                                |                                     | 26. Nov. 1982        | 547 Main St. 41° 42′ 1″ N, 73° 54′ 59″ W | Town of Poughkeepsie           | Das 1765 errichtete Steinhaus beherbergt die Dutchess County Historical Society; irrtümlich wurde eine Zeitlang angenommen, hier habe einst George Clinton gewohnt                                                         |
| 18 | Collingwood Opera House and Office Building Bardavon Theatre |                                     | 20. Okt. 1977        | 31-37 Market St. 41° 42′ 11″ N, 73° 55′ 45″ W | City of Poughkeepsie           | 1869 erbautes Theatergebäude, das noch immer als Veranstaltungsort dient |
| 19 | Dixon House                                                  |                                     | 26. Nov. 1982        | 49 N. Clinton St. 41° 42′ 18″ N, 73° 55′ 12″ W | Poughkeepsie                   | |
| 20 | Dutchess County Court House                                  |                                     | 26. Nov. 1982        | 10 Market St. 41° 42′ 14″ N, 73° 55′ 47″ W | City of Poughkeepsie           | Das 1903 erbaute Courthouse ist historisch das dritte Gebäude an der Stelle, an der 1721 das erste Courthouse entstand. |
| 21 | Dwight-Hooker Avenue Historic District                       |                                     | 26. Nov. 1982        | Dwight St. zwischen Hamilton und Hooker und 79-85 Hooker Ave. 41° 41′ 39″ N, 73° 55′ 26″ W                                                                                  | Poughkeepsie                   | |
| 22 | Eastman Terrace                                              |                                     | 26. Nov. 1982        | 1-10 Eastman Terr. 41° 41′ 48″ N, 73° 55′ 54″ W | Poughkeepsie                   | |
| 23 | Ethol House                                                  |                                     | 26. Nov. 1982        | 171 Hooker Ave. 41° 41′ 18″ N, 73° 54′ 59″ W | Poughkeepsie                   | |
| 24 | Farmer's and Manufacturer's Bank                             |                                     | 26. Nov. 1982        | 43 Market St. 41° 42′ 10″ N, 73° 55′ 46″ W | City of Poughkeepsie           | einziges verbliebenes neoklassizistisches Bauwerk in der City, das nicht zu Wohnzwecken dient |
| 25 | First Baptist Church                                         |                                     | 25. Juli 2001        | 260 Mill St. 41° 42′ 19″ N, 73° 55′ 43″ W | Poughkeepsie                   | |
| 26 | First Presbyterian Church                                    |                                     | 26. Nov. 1982        | 25 S. Hamilton St. 41° 42′ 4″ N, 73° 55′ 29″ W | Poughkeepsie                   | |
| 27 | First Presbyterian Church Rectory                            |                                     | 26. Nov. 1982        | 98 Cannon St. 41° 42′ 4″ N, 73° 55′ 31″ W | Poughkeepsie                   | |
| 28 | Freer House                                                  |                                     | 26. Nov. 1982        | 70 Wilbur Blvd. 41° 40′ 46″ N, 73° 54′ 38″ W | Poughkeepsie                   | |
| 29 | Garfield Place Historic District                             |                                     | 29. Nov. 1972        | beide Seiten des Garfield Pl. 41° 41′ 52″ N, 73° 55′ 49″ W | Poughkeepsie                   | Stadtviertel aus der Mitte des 19. Jahrhunderts mit Häusern der Bürger, die in der Anfangszeit der Industrialisierung in Poughkeepsie reich wurden. Der namengebende Platz wurde im Gedenken an James A. Garfield benannt. |
| 30 | Glebe House                                                  |                                     | 26. Nov. 1982        | 635 Main St. 41° 41′ 54″ N, 73° 54′ 44″ W | City of Poughkeepsie           | Wohnhaus eines Gemeindevorstehers aus dem Jahr 1767 |
| 31 | Gregory House                                                |                                     | 26. Nov. 1982        | 140 S. Cherry St. 41° 41′ 45″ N, 73° 55′ 5″ W | Poughkeepsie                   | |
| 32 | Grey Hook                                                    |                                     | 26. Nov. 1982        | 5 Ferris Lane 41° 41′ 18″ N, 73° 55′ 3″ W | Poughkeepsie                   | |
| 33 | Harlow Row                                                   |                                     | 26. Nov. 1982        | 100-106 Market St. 41° 42′ 0″ N, 73° 55′ 53″ W | City of Poughkeepsie           | Unter Bürgermeister William Harlow 1874 als Sozialwohnungen entstandene Häuserreihe |
| 34 | Hasbrouck House                                              |                                     | 26. Nov. 1982        | 75-77 Market St. 41° 42′ 5″ N, 73° 55′ 48″ W | City of Poughkeepsie           | für eine Stadt in der Größe Poughkeepsies ist diese neuromanische Haus ungewöhnlich groß |
| 35 | Hershkind House                                              |                                     | 26. Nov. 1982        | 30 Hooker Ave. 41° 41′ 51″ N, 73° 55′ 26″ W | Poughkeepsie                   | |
| 36 | Hudson River State Hospital, Main Building                   |                                     | 29. Juni 1989        | abseits von US 9 41° 43′ 57″ N, 73° 55′ 44″ W | Town of Poughkeepsie           | von Frederick Clarke Withers entworfenes Gebäude im Victorian Gothic Style, das Teil eines damals neue Weges war, mental Kranke zu behandeln                                                                               |
| 37 | Innis Dye Works                                              |                                     | 1982                 | 80 N. Water St. 41° 42′ 32″ N, 73° 56′ 18″ W | City of Poughkeepsie           | Industriegebäude aus dem Jahr 1880 in gutem Zustand |
| 38 | Italian Center                                               |                                     | 19. Apr. 1972        | 225-227 Mill St. 41° 42′ 23″ N, 73° 55′ 47″ W | Poughkeepsie                   | Stadthaus einer wohlhabenden Familie aus den 1860er Jahren am Westrand des Zentrums |
| 39 | Kimlin Cider Mill                                            |                                     | 13. Feb. 2003        | Cedar Ave. 41° 40′ 2″ N, 73° 54′ 17″ W | Poughkeepsie                   | |
| 40 | Lady Washington Hose Company                                 |                                     | 26. Nov. 1982        | 20 Academy St. 41° 42′ 8″ N, 73° 55′ 35″ W | City of Poughkeepsie           | ungewöhnliche Kombination von neugotischer und japanisch-inspirierter Architektur |
| 41 | Locust Grove                                                 |                                     | 15. Okt. 1966        | 370 South St. 41° 40′ 27″ N, 73° 56′ 7″ W | Town of Poughkeepsie           | von Alexander Jackson Davis entworfene Villa im italienisch anmutenden Stil; Wohnsitz von Samuel Morse |
| 42 | Luckey, Platt & Company Department Store                     |                                     | 26. Nov. 1982        | 332-346 Main Mall 41° 42′ 10″ N, 73° 55′ 35″ W | City of Poughkeepsie           | frühes Kaufhaus, das einst das einzige im Tal des Hudson Rivers zwischen Yonkers und Albany war; Anziehungspunkt im Zentrum der City.                                                                                      |
| 43 | Mader House                                                  |                                     | 26. Nov. 1982        | 101 Corlies Ave. 41° 42′ 14″ N, 73° 54′ 27″ W | Poughkeepsie                   | |
| 44 | Main Building, Vassar College                                |                                     | 19. Sep. 1973        | Vassar College 41° 41′ 12″ N, 73° 53′ 45″ W | Town of Poughkeepsie           | 1861 im Second Empire erbautes Gebäude, mit dem die damals Frauen vorbehaltene Hochschule begann |
| 45 | Main Mall Row                                                |                                     | 26. Nov. 1982        | 315 Main Mall bis 11 Garden St. 41° 42′ 13″ N, 73° 55′ 38″ W | City of Poughkeepsie           | gut-erhaltener Abschnitt von gewerblichen Gebäuden aus dem 19. Jahrhundert; war Mittelpunkt der früheren Main Mall |
| 46 | Main Street Historic District                                |                                     | 27. Feb. 1987        | an der Main St. grob begrenzt von Stone und Bridge St. 41° 35′ 15″ N, 73° 56′ 56″ W                                                                                         | New Hamburg                    | kleiner Kern des Weilers mit intakten Gebäuden aus der Mitte des 19. Jahrhunderts |
| 47 | Maple Grove                                                  |                                     | 29. März 2001        | 301 S. Rd., US 9 41° 40′ 52″ N, 73° 55′ 39″ W | Poughkeepsie                   | |
| 48 | Market Street Row                                            |                                     | 26. Nov. 1982        | 88-94 Market St. 41° 42′ 5″ N, 73° 55′ 51″ W | City of Poughkeepsie           | Gruppe von drei Häusern gegenüber von Adriance Library und Hasbrouck House mit dem ältesten Haus in der City in Holzständerbauweise                                                                                        |
| 49 | Mill Street-North Clover Street Historic District            |                                     | 7. Feb. 1972         | Mill, Mansion, Vassar und N. Clover St., Davies und Lafayette Pl. (original), 101--115 Main sowie 25, 27, 29, und 32 N. Bridge St., (erweitert) 41° 42′ 24″ N, 73° 56′ 1″ W | City of Poughkeepsie           | Stadtviertel aus der Mitte des 19. Jahrhunderts, das von Stadterneuerungsmaßnahmen verschont blieb |
| 50 | Moore House                                                  |                                     | 26. Nov. 1982        | 37 Adriance Ave. 41° 41′ 27″ N, 73° 55′ 28″ W | Poughkeepsie                   | |
| 51 | Mulrien House                                                |                                     | 26. Nov. 1982        | 64 Montgomery St. 41° 41′ 59″ N, 73° 55′ 34″ W | Poughkeepsie                   | |
| 52 | New York State Armory                                        |                                     | 26. Nov. 1982        | 61-65 Market St. 41° 42′ 7″ N, 73° 55′ 47″ W | City of Poughkeepsie           | von Isaac G. Perry entworfenes neuromanisches Gebäude |
| 53 | Niagara Engine House                                         |                                     | 26. Nov. 1982        | 8 N. Hamilton St. 41° 42′ 9″ N, 73° 55′ 26″ W | Poughkeepsie                   | spätes neugotisches Bauwerk (1909) des ortsansässigen Architekten Percival M. Lloyd; einzige verbleibende Feuerwache der einst sechs Feuerwehren der City                                                                  |
| 54 | Pelton Mill                                                  |                                     | 26. Nov. 1982        | 110 Mill St. 41° 42′ 30″ N, 73° 56′ 11″ W | Poughkeepsie                   | |
| 55 | Phillips House                                               |                                     | 26. Nov. 1982        | 18 Barclay St. 41° 41′ 51″ N, 73° 55′ 37″ W | Poughkeepsie                   | |
| 56 | Post-Williams House                                          |                                     | 26. Nov. 1982        | 44 S. Clinton St. 41° 41′ 53″ N, 73° 55′ 23″ W | Poughkeepsie                   | |
| 57 | Poughkeepsie Almshouse and City Infirmary                    |                                     | 4. Dez. 1978         | 20 Maple St. 41° 42′ 2″ N, 73° 54′ 45″ W | Poughkeepsie                   | |
| 58 | Poughkeepsie City Hall                                       |                                     | 20. Jan. 1972        | 228 Main St. 41° 42′ 14″ N, 73° 55′ 48″ W | Poughkeepsie                   | ehemalige Cityhall; inzwischen abgerissen, um Platz für einen Parkplatz zu machen |
| 59 | Poughkeepsie Journal Building                                |                                     | 1982                 | Civic Center Plaza 41° 42′ 18″ N, 73° 55′ 42″ W | City of Poughkeepsie           | Bürogebäude des Poughkeepsie Journals, dessen Entwurf sich am benachbarten Postamt orientierte; Dutch Colonial Revival |
| 60 | Poughkeepsie Meeting House (Hooker Avenue)                   |                                     | 27. Apr. 1989        | 249 Hooker Ave. | Poughkeepsie                   | |
| 61 | Poughkeepsie Meeting House (Montgomery Street)               |                                     | 27. Apr. 1989        | 112 Montgomery St. 41° 41′ 57″ N, 73° 55′ 35″ W | Poughkeepsie                   | |
| 62 | Poughkeepsie Railroad Bridge                                 | Bridge in 1978                      | 23. Feb. 1979        | Hudson River 41° 42′ 38″ N, 73° 57′ 15″ W | City of Poughkeepsie, Highland | 1889 erbaute Brücke der New Haven Railroad; in eine Fußgängerbrücke konvertiert |
| 63 | Poughkeepsie Railroad Station                                | Poughkeepsie train station exterior | 21. Nov. 1976        | Main St. 41° 42′ 26″ N, 73° 56′ 18″ W | City of Poughkeepsie           | Das 1918 erbaute Bahnhofsgebäude ist eine kleinere Version des Grand Central Terminal |
| 64 | Poughkeepsie Savings Bank                                    |                                     | 4. Dez. 1998         | 21 Market St. 41° 42′ 13″ N, 73° 55′ 47″ W | City of Poughkeepsie           | gut erhaltenes neuklassizistisches Gebäude aus dem Jahr 1912; wird von TD Banknorth genutzt |
| 65 | Poughkeepsie Trust Company                                   |                                     | 26. Nov. 1982        | 236 Main St. 41° 42′ 15″ N, 73° 55′ 47″ W | City of Poughkeepsie           | Beaux-Arts-Gebäude; war 1906 das erste Hochhaus im Hudson Valley und hatte den ersten Aufzug der Stadt. Wird heute für Büros des Dutchess County District Attorney genutzt.                                                |
| 66 | Poughkeepsie Underwear Factory                               |                                     | 26. Nov. 1982        | 6-1 N. Cherry St. 41° 42′ 6″ N, 73° 55′ 6″ W | Poughkeepsie                   | |
| 67 | Reformed Dutch Church of Poughkeepsie                        |                                     | 28. Feb. 2008        | 70 Hooker Ave. 41° 41′ 48″ N, 73° 55′ 19″ W | Poughkeepsie                   | |
| 68 | Reynolds House                                               |                                     | 26. Nov. 1982        | 107 S. Hamilton St. 41° 41′ 41″ N, 73° 55′ 35″ W | Poughkeepsie                   | |
| 69 | Rombout House                                                |                                     | 26. Nov. 1982        | New Hackensack Rd. 41° 40′ 47″ N, 73° 53′ 39″ W | Poughkeepsie                   | |
| 70 | Sague House                                                  |                                     | 26. Nov. 1982        | 167 Hooker Ave. 41° 41′ 19″ N, 73° 55′ 0″ W | Poughkeepsie                   | |
| 71 | St. Paul’s Episcopal Church                                  |                                     | 26. Nov. 1982        | 161 Mansion Ave. 41° 42′ 24″ N, 73° 55′ 20″ W | Poughkeepsie                   | 1870 erbaute Kirche, die sich am normannischen und neugotischen Stil orientiert |
| 72 | Second Baptist Church                                        |                                     | 20. Jan. 1972        | 36 Vassar St. 41° 42′ 23″ N, 73° 55′ 53″ W | Poughkeepsie                   | einziges noch existierendes Kirchengebäude im neoklassizistischen Stil in der City |
| 73 | Shay's Warehouse and Stable                                  |                                     | 27. Feb. 1987        | Rückseite von 32 Point St. 41° 35′ 14″ N, 73° 56′ 58″ W | New Hamburg                    | Industriegebäude von 1865 industrial mit pittoresken Elementen; eines der wenigen noch bestehenden Industriegebäude in New Hamburg                                                                                         |
| 74 | William Shay Double House                                    |                                     | 27. Feb. 1987        | 18 Point St. 41° 35′ 13″ N, 73° 57′ 0″ W | New Hamburg                    | 1870 erbautes Doppelhaus, das für die Regionungewöhnlich aufwendig gestaltet ist |
| 75 | Smith Metropolitan AME Zion Church                           |                                     | 21. Nov. 1991        | Kreuzung von Smith und Cottage St. 41° 42′ 23″ N, 73° 54′ 58″ W | Poughkeepsie                   | |
| 76 | South Hamilton Street Row                                    |                                     | 26. Nov. 1982        | 81-87 S. Hamilton St. 41° 41′ 48″ N, 73° 55′ 34″ W | Poughkeepsie                   | |
| 77 | Stone Street Historic District                               |                                     | 27. Feb. 1987        | Stone St. von Division St. bis Bridge St. 41° 35′ 19″ N, 73° 56′ 55″ W | New Hamburg                    | kleiner Block von intakten Häusern aus dem 19. Jahrhundert |
| 78 | Thompson House                                               |                                     | 26. Nov. 1982        | 100 S. Randolph Ave. 41° 40′ 53″ N, 73° 55′ 14″ W | Poughkeepsie                   | |
| 79 | Travis House                                                 |                                     | 26. Nov. 1982        | 131 Cannon St. 41° 42′ 3″ N, 73° 55′ 20″ W | Poughkeepsie                   | |
| 80 | Trinity Methodist Episcopal Church and Rectory               |                                     | 26. Nov. 1982        | 1-3 Hooker Ave. 41° 41′ 54″ N, 73° 55′ 31″ W | Poughkeepsie                   | |
| 81 | Union Free School                                            |                                     | 27. Feb. 1987        | Academy St. 41° 35′ 21″ N, 73° 56′ 44″ W | New Hamburg                    | |
| 82 | Union Street Historic District                               |                                     | 9. Dez. 1971         | etwa 8 Straßenblöcke om Zentrum der City um Union St. 41° 42′ 14″ N, 73° 56′ 4″ W                                                                                           | City of Poughkeepsie           | ältester Teil der City |
| 83 | Upper-Mill Street Historic District                          |                                     | 26. Nov. 1982        | in etwa Mill St. von Center Plaza bis Catherine St. 41° 42′ 17″ N, 73° 55′ 34″ W                                                                                            | Poughkeepsie                   | |
| 84 | U.S. Post Office Poughkeepsie                                |                                     | 15. Mai 1989         | Mansion St. 41° 42′ 26″ N, 73° 55′ 41″ W | City of Poughkeepsie           | 1937 auf Initiative von Franklin D. Roosevelt erbaut, der in Hyde Park geboren wurde; der Präsident bestand auf die Verwendung von Feldsteinen und war in den Prozess der Gestaltung stark involviert.                     |
| 85 | Vassar College Observatory                                   |                                     | 17. Juli 1991        | Raymond Ave. | Poughkeepsie                   | Arbeitsplatz und Lehrraum von Maria Mitchell, einer der ersten weiblichen Astronomen in den Vereinigten Staaten |
| 86 | Vassar Home for Aged Men                                     |                                     | 13. Apr. 1972        | 1 Vassar St. 41° 42′ 19″ N, 73° 55′ 53″ W | Poughkeepsie                   | Seniorenheim, das 1880 erbaut wurde und diesen Zweck fast ein Jahrhundert lang erfüllte. |
| 87 | Vassar Institute                                             |                                     | 20. Jan. 1972        | 12 Vassar St. 41° 42′ 20″ N, 73° 55′ 55″ W | Poughkeepsie                   | Gebäude aus dem Jahr 1882 mit Elementem italienischen Stils, viktorianischer Architektur und neugotischer Bauweise |
| 88 | Matthew Vassar Estate Springside                             |                                     | 11. Aug. 1969        | Academy und Livingston St. 41° 41′ 15″ N, 73° 55′ 41″ W | City of Poughkeepsie           | Wohnsitz des Collegegründers Matthew Vassar; die Gartenanlage von Andrew Jackson Downing ist die einzige bekannte, die noch weitgehend so besteht, wie Downing sie angelegt hat.                                           |
| 89 | Vassar-Warner Row                                            |                                     | 26. Nov. 1982        | S. Hamilton from Montgomery to 40 Hamilton St. 41° 41′ 58″ N, 73° 55′ 30″ W                                                                                                 | Poughkeepsie                   | |
| 90 | Young Men’s Christian Association                            |                                     | 26. Nov. 1982        | 58 Market St. 41° 42′ 8″ N, 73° 55′ 49″ W | City of Poughkeepsie           | Das 1908 erbaute Gebäude ist das einzige mit lasierter Terracotta-Fassade in der City. |
| 91 | Zion Memorial Chapel                                         |                                     | 27. Feb. 1987        | 37 Point St. 41° 35′ 18″ N, 73° 57′ 0″ W | New Hamburg                    | Die 1902 erbaute Kapelle ist ein Beispiel für eine späte neugotische Holzkirche. |

- Karte mit allen Koordinaten:
- OSM |
- WikiMap